# Oskar Piechota
Oskar Piechota, född 24 januari 1990, är en polsk MMA-utövare som varit mellanviktsmästare i organisationen Cage Warriors. Han tävlar sedan 2017 i organisationen Ultimate Fighting Championship.